# Hugo Campos
Hugo Oliveira Campos (* 11. November 2000 in Maia) ist ein portugiesischer Beachvolleyball- und ehemaliger Volleyballspieler. Er ist portugiesischer Beachvolleyballmeister und Studentenweltmeister.

## Karriere Halle
In der Saison 2017/18 stand der Zuspieler für Castêlo da Maia GC am Netz. In der portugiesischen U19-Liga wurde der Verein Vizemeister, bei den Erwachsenen stand er mit dem in Maia geborenen Sportler im Cupfinale und wurde Vierter in der Meisterschaft. Im folgenden Spieljahr belegte Campos mit seinem neuen Club SC Espinho ebenfalls den vierten Rang in der höchsten Spielklasse des Landes. Anschließend konzentrierte er sich auf seine Karriere im Sand.

## Karriere Beach
Seit 2017 starten Campos und João Pedrosa bei Beachvolleyballevents. Die beiden traten bei mehreren kontinentalen Jugend- und Juniorenwettbewerben an, bestes Resultat war der Einzug ins Achtelfinale bei den U22-EM 2021 in Baden. In der gleichen Saison gelangen ihnen zwei Endspielteilnahmen bei Ein-Stern-Turnieren wie auch ein Spieljahr später bei einem Event im gleichwertigen neuen Future-Format. Ebenso 2022 wurden sie portugiesische Meister im Beachvolleyball und gewannen die Studentenweltmeisterschaft im brasilianischen Maceió. 2023 erreichten sie am 23. Juli ihren bis zu diesem Zeitpunkt größten Erfolg bei FIVB-Wettkämpfen, als sie im Challenge-Finale von Edmonton die Norweger Hendrik Mol und Mathias Berntsen in zwei Sätzen besiegten.